# O Jovem Montalbano
O jovem Montalbano (em italiano, Il giovane Montalbano) é uma série de televisão italiana, percuela de "O comissário Montalbano", em doze episódios de 100 minutos criados por Andrea Camilleri e transmitido entre 23 de fevereiro de 2012 e 19 de outubro de 2015 em Rai 1.
A série de TV alcançou grande sucesso.

## Sinopse
No início dos anos '90, o inspetor Salvo Montalbano foi nomeado comissário e transferido para Vigata (cidade imaginária) na Sicília, a ilha onde nasceu.

## Episódios
| Temporada          | Episódios | Estréia na TV |
| ------------------ | --------- | ------------- |
| Primiera temporada | 6         | 2012          |
| Segunda temporada  | 6         | 2015          |

## Elenco

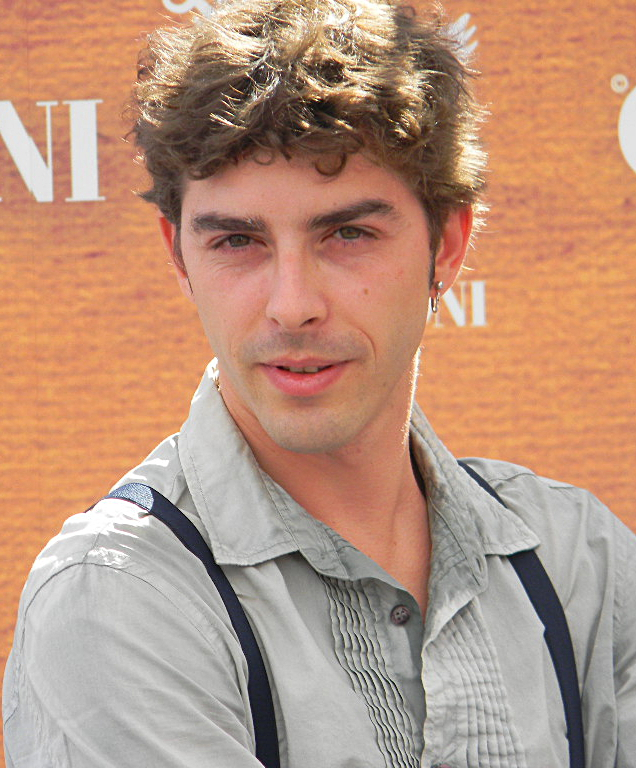
Michele Riondino

- Michele Riondino: Comisario Salvo Montalbano
- Alessio Vassallo: Vice comisario Mimì Augello
- Andrea Tidona: Inspector Carmine Fazio
- Beniamino Marcone: Inspector Giuseppe Fazio
- Sarah Felberbaum: Livia Burlando
- Fabrizio Pizzuto: oficial de policía Agatino Catarella
- Maurilio Leto: oficial de policía Gallo
- Alessio Piazza: oficial de policía Paternò
- Guiseppe Santostefano: Doctor Pasquano
- Massimo De Rossi: Comisionado de División de Alabiso
- Katia Greco: Mery
- Adriano Chiaramida: El padre de Montalbano
- Pier Luigi Misasi: Torrisi
- Valentina D'Agostino: Viola Monaco
- Pietro De Silva: Oriani
- Renato Lenzi: Gaetano Borruso
- Carmelo Galati: El periodista de televisión Nicolò Zitò
- Orazio Alba: Nini Brucculeri
- Vincenzo Ferrera: Gerlando Mongiardino
- Giusy Buscemi: Anita Lodato